# Philodendron ptarianum
Philodendron ptarianum är en kallaväxtart som beskrevs av Julian Alfred Steyermark. Philodendron ptarianum ingår i släktet Philodendron och familjen kallaväxter.
Artens utbredningsområde är Venezuela. Inga underarter finns listade.